# 志明院
志明院（しみょういん）は、京都市北区にある岩屋山不動教の本山の寺院。山号は岩屋山。寺号は金光峯寺。本尊は不動明王。通称は岩屋不動。

## 歴史
当院は、白雉元年（650年）に修験道の開祖とされている役行者によって創建されたという。その後、天長6年（829年）に淳和天皇の勅願により空海により再興されたと伝わる。その際、本尊は淳和天皇の勅願によって空海が直作したという不動明王が祀られることとなった。この像は日本最古の不動明王像といわれている。また、日本最古の不動明王顕現の地ともされる。院名の志明院は淳和天皇より賜ったものである。
当地は鴨川の源流の一つであるが、その源流となっている洞窟にある根本中院の本尊・眼力不動明王は、宇多天皇の勅願により菅原道真が一刀三礼で彫った像とされ、以来皇室代々の勅願寺として崇敬深く、秘仏として即位に際し勅使を迎えて開扉され、宝祚延長、万民安穏の祈願が行われたという。
寺伝では、少なくとも天文19年（1550年）頃までは、谷々を埋める坊だけでも40数坊あり相当な巨刹であったとされ、岩屋山全体が修験の山岳道場となっていたようである。その後、度々兵火や火災にあっている。
天保2年（1831年）に失火によって山門を除く殆んどの建物が焼失しているが、本尊の不動明王像は災厄を免れている。明治時代に熱心な信者により本堂が復興されている。
山門から先は霊場なので撮影、飲食、ペットの同伴は禁止されている。
日本有数の魔所、都から追われた魑魅魍魎の最後の砦といわれている。
作家の司馬遼太郎が新聞記者だった頃、志明院に宿泊した時の奇っ怪な体験をエッセイにしている。司馬は後年アニメの宮崎駿監督との対談時にその話しをし、アニメ映画「もののけ姫」の着想になったといわれている。
4月29日に大法要志明院大祭（石楠花祭とも呼ばれている）が行われる。山伏姿の男女の行者らが錫杖を手に般若心経を唱える中、住職により柴灯大護摩に護摩木が投じられる。残り炭がくすぶる中を住職を先頭に信者が無病息災を祈願して裸足で火渡りが行われる。
太平洋戦争後は真言宗系単立寺院となっていたが、現在は岩屋山不動教の本山となっている。

## 境内
- 本堂
- 飛龍大権現社
- シャクナゲ林（京都市指定天然記念物） - 4月下旬から5月上旬頃が見頃である。
- 神降窟（しんこうくつ） - 高さ約30mの大岩窟で天井からは水がしたたり落ちている。鴨川の源流の一つである。
- 根本中院（奥院） - 神降窟に建てられている。菅原道真が彫ったとされる眼力不動明王を祀る。
- 薬師の岩屋（納経窟）
- 鳴神の岩屋（護摩の岩屋） - 歌舞伎十八番「鳴神（なるかみ）」の舞台となった場所である。鳴神上人が龍神を閉じ込めたところであるという。かつてここで空海が護摩を焚いたとされている。
- 山門 - 扁額「岩屋山」は小野道風の筆。金剛力士像は運慶とその子・湛慶の作といわれている。
- 庫裏

## 文化財

### 京都市指定天然記念物
- 岩屋山志明院の岩峰植生 - 境内南側、岩屋山に続く尾根上のチャートを基岩とした薄い表土壌に育成している自然植生である。周辺は、貧栄養の土壌でも育成できるヒノキ、ゴヨウマツ、ホンシャクナゲ、ヒカゲツツジなどの植物で構成されている。特にホンシャクナゲは低木のかなりの部分を占めており、その低木林となっている部分もみられる。本植生は、貧栄養の土壌という限られた条件でしか成立しないだけでなく、今もなお自然の状態が保たれ、更新していく点で重要である。ゴヨウマツ、ホンシャクナゲ、ヒカゲツツジは日本固有種である。

## 所在地
- 京都府京都市北区雲ケ畑出谷町261

## アクセス
- 京都市営地下鉄烏丸線 北大路駅より雲ケ畑バスもくもく号で終点「雲ヶ畑岩屋橋」下車 徒歩約20分。※雲ケ畑バスは1日2往復のみ